# Лисичанський (селище)
Лисичанський — село в Україні, у Лисичанській міській громаді Сіверськодонецького району Луганської області. Населення становить 714 осіб.

## Населення
За даними перепису 2001 року населення селища становило 714 осіб, з них 53,22% зазначили рідною українську мову, 44,68% — російську, а 2,1% — іншу.